# Inspektorat Saperów Sztabu Głównego
Inspektorat Saperów Sztabu Głównego WP – komórka organizacyjna Sztabu Głównego Wojska Polskiego II RP, organ pracy Inspektora Saperów, gen. bryg Mieczysława Dąbkowskiego w latach 1936-1939.
Stanowisko Inspektora Saperów zostało utworzone w drugiej połowie 1936 w strukturze organizacyjnej Sztabu Głównego WP. Organem pracy Inspektora było Biuro Inspektora Saperów Sztabu Głównego. Do głównych zadań Inspektora w okresie pokoju należało:
- "techniczne kierownictwo nad całokształtem spraw fortyfikacji stałych,
- fachowe, terminowe i zgodne z planami taktyczno-fortyfikacyjnymi wykonanie robót fortyfikacyjnych,
- nadzór nad robotami wodnymi wykonywanymi dla celów fortyfikacyjnych przez Ministerstwo Komunikacji,
- prowadzenie studiów nad zagadnieniami techniczno-fortyfikacyjnymi, opracowywanie typów urządzeń fortyfikacji stałej, opracowywanie instrukcji technicznych, wyszkolenie,
- [załatwianie] spraw personalnych oficerów fortyfikacyjnych,
- administrowanie budżetem fortyfikacyjnym"[2].

Inspektor Saperów Sztabu Głównego był równocześnie Generałem Inspekcjonującym w Generalnym Inspektoracie Sił Zbrojnych. Inspekcjonował Wojskową Szkołę Inżynierii w Warszawie (Wyższa Szkoła Inżynierii i Szkoła Podchorążych Saperów) oraz Centrum Wyszkolenia Saperów w Modlinie. Wyniki przeprowadzonych inspekcji przedkładał Generalnemu Inspektorowi Sił Zbrojnych w formie corocznych sprawozdań w dniu 15 września.
Na wypadek wojny Inspektor przewidziany był na Naczelnego Dowódcę Saperów w Naczelnym Dowództwie WP. Wiosną 1939, po przeprowadzeniu marcowej mobilizacji alarmowej, zostało powołane Naczelne Dowództwo Saperów z gen. bryg. Dąbkowskim na czele. 
Zgodnie z planem mobilizacyjnym "W" Biuro Inspektora Saperów Sztabu Głównego razem z Rezerwą personalną oficerów Inspektoratu Saperów Sztabu Głównego z chwilą zarządzenia (ogłoszenia) mobilizacji pozostawało na etacie pokojowym. Pod względem ewidencji i uzupełnień obie instytucje centralne zostały przypisane do Ośrodka Zapasowego Saperów Nr 1 w Modlinie.

## Struktura organizacyjna Biura Inspektora Saperów Sztabu Głównego
- szef biura-zastępca inspektora saperów - płk Józef Siłakowski
- oficer sztabowy do zleceń - płk inż. Konstanty Haller
- adiutant - kpt. Jan Rypel

Wydział I Administracyjno-Kontrolny
- szef wydziału - płk Stefan Rueger[7]
- Referat Rachunkowo-Budżetowy
- Referat Materiałowy
- Referat Cenzury Rachunkowej
- Referat Cenzury Technicznej

Wydział II Ogólnoorganizacyjny
- szef wydziału - ppłk Jan Monkiewicz
- Referat Ogólny - kpt. Edward Muszyński
- Referat Wyszkolenia - kpt Roman Bębenek

Wydział Studiów
- szef wydziału -  ppłk Karol Kleczko[8]
- oficer do zleceń - mjr Sanocki[9]
- Referat Studiów Właściwych
- Referat Broni Fortecznych i Pancerzy - inż. Kossowski
- Referat Budowlany - kpt. inż. Antoni II Witkowski[10]
- Referat Wentylacji - inż. Olszewski[11]
- Samodzielny Referat Wodny - mjr inż. Staniewicz[12]
- Referat Maskowania

Wydział Fortyfikacyjny
- szef wydziału -  ppłk Karol Domes